# ミス・レイン
『ミス・レイン』は、武内直子による日本の漫画作品、およびそれを表題作とした漫画短編集。

## 概要
『なかよし』（講談社）1990年7月号に掲載された読み切り作品。本作のヒロイン・倉満れなは『美少女戦士セーラームーン』の登場人物・水野亜美の風貌やイメージ設定に大きな影響を与えている。
単行本は同社の講談社コミックスなかよしより刊行され、表題作のほかに『なかよし』・『なかよしデラックス』にて1987年から1990年にかけて発表した初期の読み切り4作品が同時収録されている。

## 書誌情報
- 武内直子 『ミス・レイン』 講談社〈講談社コミックスなかよし〉、1993年6月5日第1刷発行、ISBN 4-06-178750-0
  - ぼくのピアス・ガール - 初掲載は『なかよしデラックス』1989年5号。
  - 7月（ジュライ）マーマレード・バースデー - 初掲載は『なかよし』1989年7月号。
  - まいごのスウィング - 初掲載は『なかよしデラックス』1988年2号。
  - いつもいっしょね♥ - 初掲載は『なかよし』1987年4月号。
    - 登場する犬が「アニリン」「アセトアニリド」と名付けられており、後のセーラームーンで多用される化合物からの命名が既に見られる。

## 関連作品
- プリズムタイム
- 美少女戦士セーラームーン